# The Glasspack
The Glasspack es una banda de estilo psicodélico y punk rock procedente de Louisville, Kentucky. La banda fue formada en 1999 por el líder indígena "Dirty" Dave Johnson con la esperanza de dar una mejor alternativa para el rock clásico y duro.

## Historia
En 1999, The Glasspack comenzó a tocar en su ciudad natal de Louisville, Kentucky, para la apertura de tales grupos conocidos como My Own víctima, The Frogs, y Melt Banana. Unos meses más tarde, con sólo 4 canciones, The Glasspack grabó una demo con Crain's Jon Cook en la Casa infame Rocket en Old Louisville. Se envió de inmediato a la demo Man's Ruin Records. Propiedad de conocido artista gráfico Frank Kozik y operado en San Francisco, CA, la etiqueta tenía la reputación de poner a desconocidas bandas de rock psicodélico de todo tipo. Kozik respondieron con entusiasmo a la banda y propuso que se lanzará su primer disco.
A finales de 2001, el Glasspack firmado el a Small Stone Records alegando que eran de la Hunter S. Thompson / Muhammad Ali de rock and roll (ambos son nativos de Louisville). Hacia el final de 2001, el Glasspack fue invitado a exhibir la etiqueta de CBGB's en Manhattan por el CMJ Music Marathon (College Music Journal). El escaparate apareció en la televisión nacional en ESPN 2. Justo antes del concierto CMJ, la banda acababa de terminar una gira de EE. UU. (en algunos conciertos con Nebulosa) y grabó su segundo álbum de larga duración-PowderkegparaSmall Stone Records. Powderkeg'fue lanzado en la primavera de 2002, seguidos de los espectáculos más y más. La banda estaba trabajando intensamente durante este período y dejando una cicatriz del infierno de recaudación, el consumo de drogas y el rock and roll alto de todo los Estados Unidos. Cerca del final de 2002, la banda se cansó y tomó un largo descanso (pausa larga para ellos) hasta la primavera de 2003.
En la primavera de 2003 la banda decidió grabar en un estudio real en otra ciudad. Eligieron Detroit rustbelt Studios a sugerencia de Small Stone Records. La banda pasó un fin de semana y exactamente 36 horas haciendo un disco muy confuso tituladoBridgeburner. En el estudio, la canción compañeros escritor y el bajista / guitarrista Marcus Moody cayó enferma con lo que más tarde se convertiría en un diagnóstico de esclerosis múltiple. Esto impidió que el miembro de la banda de finalizar la grabación, dejando el baterista Brett Holsclaw y el guitarrista y cantante de "Dirty" Dave Johnson, sin ninguna otra opción, sino un relleno bajista. El disco fue programado para salir en otoño de 2003 y la banda reservado otra gira para promocionar el lanzamiento del disco. Small Stone Records en el momento de la liberación programada había cambiado la distribución en los EE. UU. a Nail / Allegro. Detalles de distribución y de negociación retrasa el lanzamiento hasta la primavera de 2004. Sin embargo, la banda siguió adelante y giras para el registro antes de su lanzamiento.
El tercer Glasspack de la liberación de cuerpo entero Bridgeburner'fue lanzado en la primavera de 2004. Poco después, la banda aceptó una invitación para jugar WFPK Live Radio Pública de Louisville Almuerzo de la serie para promover el registro. La sesión de radio en vivo fue grabado también (con el bajista Todd Cook).
El Bridgeburner cayó por debajo de la Glasspack comunicados antes de que en la prensa de EE. UU. y el mercado. Sin embargo, en este momento, la banda fue ganando terreno con el legendario shows en vivo y empezar a vender más discos en Europa. El'Bridgeburner registro, una falta de definición de las guitarras y la confusión psicodélico, era en realidad una buena acogida en Europa. El registro también fue bien recibida por los directores de la colocación de la música, ganando un lugar en los MTV Jackass spin-off de muestra Viva La Bam y Homewrecker, como spots de televisión y otros. También se incluyeron en varios videojuegos en todo este tiempo para la Xbox y el lanzamiento de la Xbox 360. El'Bridgeburner fue mezclado por Monster Magnet's Bobby Pantella los cuales también llenaron un par lagunas en la zona bajo. El registro también contiene un aspecto ampollas guitarra solista invitado en el tema "Peepshow" por Monster Magnet s Ed Mundell. Phil Durr de la Subcomisión de Ley Pop Big Chief adornaba el registro, así como con varias pistas de guitarra invitado.
La banda continuó tocando conciertos a nivel local, viajes de fin de semana del Medio Oeste, y los circuitos pequeños para el resto de 2004. El año también se observa para el relanzamiento del primer pleno de la Glasspack-longitud de vinilo de América el 12 de escaperoja "de una pequeña etiqueta en Chicago (4 Walls Records) y el respaldo del Glasspack con Fender Música (representante de Alex Pérez). En ese momento, "Dirty" tocaba la guitarra en la espalda, entre sus piernas, y hasta con los dientes. Una cuenta de una ejecución en 2004 SXSW Day Party en el Times afirma que Metro Detroit el líder hizo una voltereta hacia atrás, mientras que la guitarra desde el suelo hasta la etapa en la Austin, TX concierto.
En 2005, "Dirty" y la Glasspack ralentizado un poco. Los miembros del grupo perseguido proyectos secundarios y universitarios. Tanto "Dirty" y el batería Dave Brett Holsclaw comenzó a trabajar más intensamente hacia grados de diseño gráfico y la solución para el lado ocasionales conciertos proyecto en lugar de la intensa labor El Glasspack se había convertido en ese entonces. "Dirty" finalmente terminado sus estudios como Brett permaneció en la escuela. Fue durante este tiempo "Dirty" comenzó a la derecha de las pistas que más tarde se convertiría en brillante tercera [la Glasspack's [Small Stone Records]] la liberación, Dirty Women.
En 2006, la banda Dirty redondeadas de nuevo y la ayuda de invitados de tales actos notables de Kentucky como Coliseum (banda) y The Hookers. Terminaron su cuarto récord de longitud en el centro de Louisville en un estudio de varios millones de dólares, Centro de grabación, completamente analógico con un equipo de época. En la primavera de 2007, el cuarto lleno Glasspack de la liberación de longitud,Dirty Women, se desató y la banda fue a Austin, TX oficialmente a jugar el South By Southwest Festival de Música como parte de la 2007 Small Stone Records SXSW Showcase. El disco fue bien recibida y un nuevo recorrido de regreso después de algo cuestionable'Bridgeburner registro. La banda realizó una amplia serie de viajes de EE.UU. para la liberación deDirty Womenen 2007. También recibieron su primer pago invitamos a Europa en la forma de la 13 ª anual 2008 Roadburn Magazine Festival, patrocinado también por Terrorizer Magazine. En el invierno de 2007, la banda fue anunciado como cabeza de cartel del festival, Domingo para un primer show en exclusiva en Europa. El espectáculo se agotaron en 1 semana durante el pre-venta en diciembre de 2007.
También en 2007, la banda lanzó una fracción de 10 "de vinilo en una etiqueta pequeña Detroit (Sleeping Village Records). El disco fue un EP compartido con uno de" Dirty "lado de Dave proyectos, río Muddy Nasty. La parte Glasspack fue una actuación de radio pública que había hecho en 91.9FM WFPK Public Radio Louisville para la liberación de Bridgeburner'en 2004, con el bajista Todd Cook (Slint, La For Carnation.
En 2008, la banda se centró en ensayar una oreja hemorragia 1 hora establecidos exclusivamente para la gente de la Roadburn Festival. El festival también fue registrado y se coloca en un sitio web público neerlandés archivo de audio para escuchar gratis. 2008 también vio el relanzamiento dela Glasspack récord Powderkegen vinilo de Sleeping Village Records. El Glasspack es que todavía residen en Louisville, Kentucky, y teniendo, una vez más, otro largo descanso (pausa larga para ellos). Esta banda es indudable una de las bandas que más trabaja en la actual escena indie rock, así como la escena de Louisville, que es conocido por su comunidad de música único, incestuosa, y próspera.
En 2009, la música de la Glasspack fue destacado en el programa de televisión FX Sons of Anarchy.